# Darko Klasan
Darko Klasan ((SR)  Дарко Класан; ...) è un giocatore di football americano serbo, che gioca nel ruolo di kicker per gli Inđija Indians.